# HESA Saeghe
HESA Saeghe – irański samolot myśliwski opracowany na podstawie Northropa F-5 Tigera II.

## Historia konstrukcji
Maszyna ta powstała ze względu na odcięcie Islamskiej Republiki Iranu od dostaw zagranicznego uzbrojenia po rewolucji w 1979 roku. Jest to jeden z projektów mających na celu utrzymanie zdolności bojowej samolotów zakupionych za czasów szacha w Stanach Zjednoczonych. 
Saeghe oblatano w 2004 roku, a wprowadzono do służby w irańskich wojskach lotniczych prawdopodobnie 22 września 2007 roku. Pierwsze egzemplarze trafiły do 23. Eskadry Myśliwskiej bazującej w Tabrizie. Nie wiadomo dokładnie, ile myśliwców powstało do tej pory.